# Saint-François-de-Sales
Saint-François-de-Sales es una comuna francesa situada en el departamento de Saboya, en la región de Auvernia-Ródano-Alpes.

## Demografía
| 152 | 146 | 123 | 106 | 96 | 124 | 148 |
| Para los censos de 1962 a 1999 la población legal corresponde a la población sin duplicidades (Fuente: INSEE [Consultar]) |     |     |     |    |     |     |